# Pachyphragma
Pachyphragma, monotipski biljni rod iz porodice kupusovki (Brassicaceae), čija je jedina vrsta P. macrophyllum, zimzelena zeljasta trajnica raširena u Turskoj i na Kavkazu.
Naraste do 40cm visine. .Ima male bijele cvjetove s četiri latice koji se pojavljuju u ožujku i travnju.

## Sinonimi
- Gagria M.Král
- Pterolobium Andrz. ex C.A.Mey.
- Gagria lobata M.Král
- Lepia latifolia (M.Bieb.) Desv.
- Pterolobium biebersteinii Andrz. ex C.A.Mey.
- Pterolobium macrophyllum Rupr.
- Thlaspi latifolium M.Bieb.
- Thlaspi macrophyllum Hoffm.